# 無恥之徒 (美國電視劇)
《無恥之徒》（英語：Shameless）是一部美國喜劇電視影集，由約翰·威爾斯製作，於2011年1月9日起在Showtime電視網首播。該影集根據保羅·艾伯特創作的同名影集改編，並由威廉·梅西與艾美·羅森領銜主演。影集的背景設定於芝加哥南區，但在實際拍攝取景則包括整個芝加哥市以及洛杉磯市。《無恥之徒》共十一季，這是Showtime電視網播出史上播出系列最長的電視影集。

## 劇情背景
《無恥之徒》描述法蘭克·葛勒格（Frank Gallagher）的機能不全家族的故事。法蘭克是一名單身父親，他愛自己六個孩子更愛喝酒。他終日沉溺於酗酒和尋找不幸事件，而他的孩子們則學會了自己照顧自己。該電視影集的製作人試圖透過強調法蘭克·葛勒格的酗酒對家庭的影響以區分該影集與其他有關美國勞工階級題材電視節目。該影集的原創者保羅·艾伯特說：「這齣影集不是《樂透趴趴走》或《胖妞羅珊》。這齣影集主角的貧困程度遠勝於那些。這個故事和藍領階級無關，這是無領階級。」該影集製片人約翰·威爾斯努力將這齣影集的背景設定在南區或拖車停車場。「我們常常開住在那些地區的人的玩笑。」他說，「而現實是他們並不是『其他人』，他們住的地方可能離我們只有四個街區，甚至是只有兩個街區。」

## 影集列表
| 季數 | 集数 | 集数 | 首播日期       | 首播日期       |
| 季數 | 集数 | 集数 | 首映           | 季终           |
| ---- | ---- | ---- | -------------- | -------------- |
| 1    | 12   | 12   | 2011年1月9日   | 2011年3月27日  |
| 2    | 12   | 12   | 2012年1月8日   | 2012年4月1日   |
| 3    | 12   | 12   | 2013年1月13日  | 2013年4月7日   |
| 4    | 12   | 12   | 2014年1月12日  | 2014年4月6日   |
| 5    | 12   | 12   | 2015年1月11日  | 2015年4月5日   |
| 6    | 12   | 12   | 2016年1月10日  | 2016年4月3日   |
| 7    | 12   | 12   | 2016年10月2日  | 2016年12月18日 |
| 8    | 12   | 12   | 2017年11月5日  | 2018年1月28日  |
| 9    | 14   | 14   | 2018年9月9日   | 2019年3月10日  |
| 10   | 12   | 12   | 2019年11月10日 | 2020年1月26日  |
| 11   | 12   | 12   | 2020年12月6日  | 2021年4月11日  |

## 演出人員
| 演員名            | 角色名                      | 角色定位                         | 角色定位       | 角色定位               |
| 演員名            | 角色名                      | 常规角色                         | 常设角色       | 客串角色               |
| ----------------- | --------------------------- | -------------------------------- | -------------- | ---------------------- |
| 威廉·梅西         | 法蘭克·葛勒格               | 第一季－第十一季                 | 不適用         | 不適用                 |
| 艾美·羅森         | 費歐娜·葛勒格               | 第一季－第九季                   | 不適用         | 不適用                 |
| 賈斯汀·查特文     | 史蒂夫·威尔顿 / 吉米·利什曼 | 第一季－第三季                   | 不適用         | 第四季－第五季         |
| 埃森·卡柯斯基     | 卡尔·葛勒格                 | 第一季－第十一季                 | 不適用         | 不適用                 |
| 珊諾拉·漢普頓     | 薇洛妮卡·费雪               | 第一季－第十一季                 | 不適用         | 不適用                 |
| 史蒂夫·豪威       | 凯文·波尔                   | 第一季－第十一季                 | 不適用         | 不適用                 |
| 艾瑪·肯尼         | 黛比·葛勒格                 | 第一季－第十一季                 | 不適用         | 不適用                 |
| 卡梅隆·莫納漢     | 伊恩·葛勒格                 | 第一季－第十一季                 | 不適用         | 不適用                 |
| 傑瑞米·艾倫·懷特  | 利浦·葛勒格                 | 第一季－第十一季                 | 不適用         | 不適用                 |
| 瓊安·庫薩克       | 希拉·傑克森                 | 第一季－第五季                   | 不適用         | 不適用                 |
| 蘿拉·威金斯       | 凱倫·傑克森                 | 第一季－第二季                   | 第三季         | 不適用                 |
| 诺尔·费雪         | 米基·米爾科維奇             | 第三季－第五季；第十季－第十一季 | 第一季－第二季 | 第六季－第七季；第九季 |
| 艾玛·格林威尔     | 曼迪·米爾科維奇             | 第三季－第四季                   | 第一季－第二季 | 第五季－第六季         |
| 查克·麦葛温       | 乔迪·西尔弗曼               | 第三季                           | 第二季         | 不適用                 |
| 杰克·麦克道曼     | 迈克·普拉特                 | 第四季                           | 第三季         | 不適用                 |
| 艾米丽·贝吉尔     | 萨米·斯洛特                 | 第五季                           | 第四季         | 不適用                 |
| 伊西多拉·格瑞新特 | 斯维特兰娜·萨维茨卡娅       | 第七季－第八季                   | 第三季－第六季 | 不適用                 |
| 理查德·福纳德     | 福特·凯洛格                 | 第九季                           | 第八季         | 不適用                 |
| 克里斯蒂安·以賽亞 | 利亚姆·加拉格尔             | 第九季－第十一季                 | 第一季－第八季 | 不適用                 |

## 反響評論

### 收視情况
《無恥之徒》第一集“試播集”获得982,000名收视人数，成为Showtime电视网自2003年播出《死神有约》以来首集收视人数最高的电视剧。而在2011年1月30日播出的这一集里，《無恥之徒》创下了145万收视观众的记录，成为Showtime电视网有史以来表现最佳的新晋电视剧。
| 季數 | 播出時間（ET） | 集數 | 首映          | 首映          | 季終           | 季終          | 18–49歲 收視 排名 | 18–49歲 收視 平均 | 平均 收視人数 （百萬） |
| 季數 | 播出時間（ET） | 集數 | 日期          | 收視 （百萬） | 日期           | 收視 （百萬） | 18–49歲 收視 排名 | 18–49歲 收視 平均 | 平均 收視人数 （百萬） |
| ---- | -------------- | ---- | ------------- | ------------- | -------------- | ------------- | ----------------- | ----------------- | ---------------------- |
| 1    | 周日晚间10点整 | 12   | 2011年1月9日  | 0.98          | 2011年3月27日  | 1.16          | 待定              | 待定              | 1.18                   |
| 2    | 周日晚间九点整 | 12   | 2012年1月8日  | 1.58          | 2012年4月1日   | 1.45          | 待定              | 0.7               | 1.36                   |
| 3    | 周日晚间九点整 | 12   | 2013年1月13日 | 2.00          | 2013年4月7日   | 1.82          | 待定              | 0.8               | 1.65                   |
| 4    | 周日晚间九点整 | 12   | 2014年1月12日 | 1.69          | 2014年4月6日   | 1.93          | 待定              | 0.8               | 1.71                   |
| 5    | 周日晚间九点整 | 12   | 2015年1月11日 | 1.77          | 2015年4月5日   | 1.55          | 待定              | 0.7               | 1.58                   |
| 6    | 周日晚间九点整 | 12   | 2016年1月10日 | 1.44          | 2016年4月3日   | 1.63          | 待定              | 0.6               | 1.56                   |
| 7    | 周日晚间九点整 | 12   | 2016年10月2日 | 1.24          | 2016年12月18日 | 1.72          | 待定              | 0.5               | 1.42                   |
| 8    | 周日晚间九点整 | 12   | 2017年11月5日 | 1.86          | 2018年1月28日  | 1.73          | 待定              | 0.5               | 1.50                   |
| 9    | 周日晚间九点整 | 14   | 2018年9月9日  | 1.31          | 待公布         | 待定          | 待定              | 待定              | 待定                   |

美國版無恥之徒劇集列表

### 奖项提名
| 年份   | 奖项                 | 提名类别                     | 被提名者         | 最终结果 | 备注   |
| ------ | -------------------- | ---------------------------- | ---------------- | -------- | ------ |
| 2011年 | 黄金时段艾美奖       | 最佳电视剧客串女演员         | 琼安·库萨克      | 提名     | [ 31 ] |
| 2011年 | 美国电视评论家选择奖 | 最佳电视剧男主角             | 威廉·霍尔·梅西   | 提名     | [ 32 ] |
| 2011年 | 奥提欧斯奖           | 电视剧试播集杰出选角成就奖   | 约翰·弗兰克·利维 | 提名     | [ 33 ] |
| 2011年 | 卫星奖               | 卫星奖最佳剧情类电视剧男主角 | 威廉·霍尔·梅西   | 提名     | [ 34 ] |
| 2012年 | 黄金时段艾美奖       | 最佳电视剧客串女演员         | 瓊安·庫薩克      | 提名     |        |
| 2012年 | 美国电视评论家选择奖 | 剧情类最佳女主角             | 艾美·羅森        | 提名     |        |
| 2012年 | 美国电视评论家选择奖 | 剧情类最佳客串演出           | 科洛·韦伯        | 提名     |        |
| 2013年 | 黄金时段艾美奖       | 最佳电视剧客串女演员         | 瓊安·庫薩克      | 提名     |        |
| 2014年 | 黄金时段艾美奖       | 喜剧类最佳男主角             | 威廉·霍爾·梅西   | 提名     |        |
| 2014年 | 美国电视评论家选择奖 | 最佳喜剧女演员               | 艾美·羅森        | 提名     |        |
| 2014年 | 美国电视评论家选择奖 | 最佳喜剧男配角               | 傑瑞米·艾倫·懷特 | 提名     |        |
| 2015年 | 黄金时段艾美奖       | 喜剧类最佳男主角             | 威廉·霍爾·梅西   | 提名     |        |
| 2015年 | 美国电视评论家选择奖 | 最佳喜剧男配角               | 卡梅隆·莫納漢    | 提名     |        |